# Vincent Amy
Pour les articles homonymes, voir Amy.
Vincent Amy est un homme politique français né le 17 janvier 1813 à Sancoins (Cher) et mort le 3 décembre 1886 dans la même commune, député du département du Cher du 8 février 1871 au 7 mars 1876.

## Biographie
Vincent Amy (à l'état civil : Cyr Vincent Charles Amy des Beaux Bruns) est né le 17 janvier 1813 à Sancoins (Cher) et mort le 3 décembre 1886 dans la même commune.
Notaire, il est maire de Sancoins et conseiller général du canton de Sancoins depuis 1848. Il est représentant à l'Assemblée nationale du département du Cher de 1871 à 1876, siégeant au centre-droit. Il vote en 1875 pour les lois constitutionnelles et se retire de la vie politique à la fin de la législature.
Il fut aussi juge de paix.

## Distinctions
Cyr Vincent Charles Amy des Beaux Bruns est nommé chevalier de l'ordre national de la Légion d'honneur le 10 janvier 1862.